# Genicanthus lamarck
Genicanthus lamarck là một loài cá biển thuộc chi Genicanthus trong họ Cá bướm gai. Loài này được mô tả lần đầu tiên vào năm 1802.

## Từ nguyên
Từ định danh của loài được đặt theo tên của Jean-Baptiste Lamarck, nhà tự nhiên học người Pháp.

## Phạm vi phân bố và môi trường sống
G. lamarck có phạm vi phân bố trải rộng trên hầu hết vùng biển các nước Đông Nam Á (trừ những vùng biển thuộc Ấn Độ Dương), trải dài về phía đông đến Papua New Guinea, quần đảo Solomon và Vanuatu, ngược lên phía bắc đến đảo Đài Loan và vùng biển Nam Nhật Bản, xuôi về phía nam đến rạn san hô Great Barrier.
G. lamarck sống tập trung gần các rạn san hô và đá ngầm ở độ sâu khoảng từ 10 đến 50 m.

## Mô tả

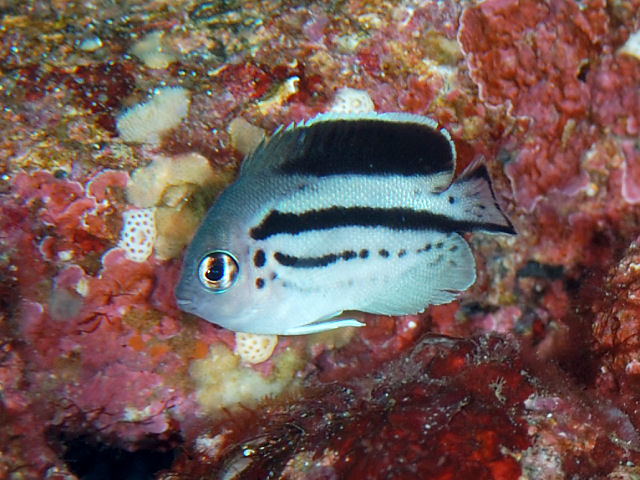
Cá con

G. lamarck có chiều dài cơ thể tối đa được biết đến là 25 cm. Cá trưởng thành và cá con có màu trắng đến xám nhạt. Sau mắt có những vệt sọc đen kéo dài thành các dải sọc dọc theo chiều dài cơ thể. Vây lưng có dải viền đen rất dày ở rìa. Vây đuôi có các chấm đen li ti.
G. lamarck là một loài dị hình giới tính, và sự khác biệt giữa hai giới không rõ ràng như các loài còn lại trong chi. Cá cái (và cả cá con) có dải sọc đen trên cùng rất dày, nổi bật hơn các dải bên dưới. Hai thùy đuôi của cá cái có viền đen, trong khi thùy đuôi của cá đực lại có màu trắng và rất dài. Vây bụng của hai giới cũng khác màu của nhau: đen ở cá đực và trắng ở cá cái. Cá đực còn có thêm một đốm màu vàng trên đỉnh đầu.
Số gai vây lưng: 15; Số tia vây ở vây lưng: 15–16; Số gai vây hậu môn: 3; Số tia vây ở vây hậu môn: 16–17.

## Sinh thái
Thức ăn của G. lamarck là những loài động vật phù du. G. lamarck thường sống thành từng nhóm nhỏ (khoảng 3 đến 7 cá thể), với một con đực thống trị cùng bầy cá cái trong hậu cung của nó.
G. lamarck được ghi nhận là đã lai tạp với Genicanthus bellus (tại đảo Bali, Indonesia và Philippines) và Genicanthus melanospilos (tại Philippines).
G. lamarck thường được đánh bắt và xuất khẩu trong ngành thương mại cá cảnh.